# Suzy Stokey
Susan „Suzy“ Stokey (* 23. April 1957 in Thousand Oaks, Ventura County, Kalifornien) ist eine US-amerikanische Schauspielerin.

## Leben
Stokey ist die Tochter des Fernsehmoderators und Produzenten Mike Stokey. Sie hat einen Bruder und zwei Halbgeschwister aus der ersten Ehe ihres Vaters, darunter der Schauspieler Mike Stokey II. Sie ist mit dem italienischstämmig Requisiteur Carmine Goglia verheiratet und Mutter von drei Kindern, einem Sohn und zwei Töchtern. Ihre beiden Töchter, Emily Goglia und Juliette Goglia, sind ebenfalls Schauspielerinnen.
Sie debütierte 1984 im Spielfilm Die Macht des Bösen in der Hauptrolle als Filmschauspielerin. Es folgten in den 1980er Jahren weitere größere Besetzungen in Spielfilmen überwiegend in den Genres Abenteuerfilmen und Science-Fiction-Filmen. Nach ihrer letzten Filmrolle 1988 wirkte sie erst 2015, in einer Episode der Fernsehserie The Jeff Show, erneut als Schauspielerin mit. Anschließend folgten Besetzungen in verschiedenen Kurzfilmen.

## Filmografie
- 1984: Die Macht des Bösen (The Power)
- 1986: Das Geheimnis des Grabmals am Nil (The Tomb)
- 1986: Die Vergelter (Armed Response)
- 1986: Gefangene im Weltraum (Prison Ship/Star Slammer)
- 1988: Deep Space
- 1988: The Phantom Empire
- 2015: The Jeff Show (Mini-Serie, Episode 2x01)
- 2016: Dying to Live (Kurzfilm)
- 2017: The First Gray (Kurzfilm)
- 2017: The Butcher (Kurzfilm)